# 묀섬

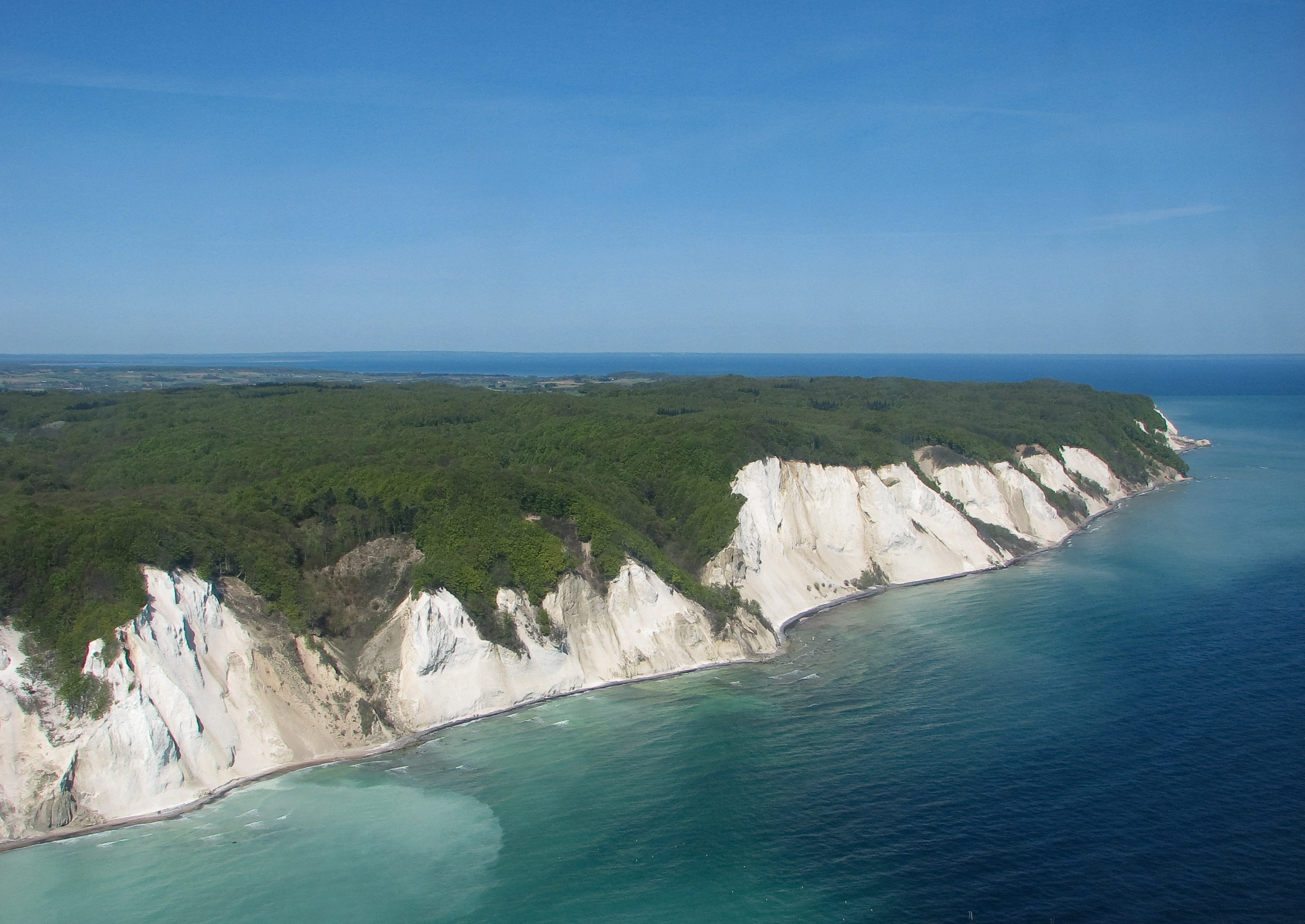
묀섬에 있는 백악질 절벽

묀섬(덴마크어: Møn)은 발트해에 위치한 덴마크의 섬으로 면적은 218km2, 인구는 9,580명(2013년 기준), 인구 밀도는 45.5명/km2이다. 행정 구역상으로는 셸란 지역 보르딩보르시에 속한다. 셸란섬 남동쪽에 위치하며 남서쪽으로는 팔스테르섬과 접한다.